# エンリコ・デ・ニコラ
エンリコ・デ・ニコラ（伊：Enrico De Nicola、1877年11月9日 - 1959年10月1日）は、イタリアの政治家。
イタリア共和国の初代大統領として知られている。

## 概要
カンパニア州ナポリ県ナポリで弁護士の家に生まれる。1909年に代議院議員に初当選して政界入りし、1920年には代議院（下院）議長になる。しかし、ベニート・ムッソリーニによるファシスト独裁が確立すると半ば政界引退に追い込まれる。1926年には元老院（上院）議員に勅任されたもののその実態はなく、ほとんど隠遁状態にあった。
1943年にムッソリーニが失脚すると復権を果たし、その後1946年に国民投票で王制を廃止し共和制へ移行することが決定されると、直後の憲法制定議会における間接選挙で全投票の約8割を獲得して「暫定国家元首」に指名された。ところがデ・ニコラは、従前は国王の占める地位だった国家元首の職に就くことに逡巡し、指名を受ける受けないで翻意に翻意を重ねる日々が続いた。後に首相となるジュリオ・アンドレオッティはたまりかねて「閣下、どうか指名を受諾されることを受諾されるご決断を下すことをご決断ください（"Onorevole De Nicola, decida di decidere se accetta di accettare."）」という皮肉を込めた書翰を送りつけるほどだった。
こうして1946年7月1日、デ・ニコラは共和国暫定国家元首に就任した。それから1年と経たない1947年6月25日には健康状態を理由に突如その職を辞したが、憲法制定議会はその清廉な人格と顕職にしがみつかない潔さをかえって評価、翌日ただちに彼を暫定国家元首に再指名している。翌1948年1月1日にイタリア共和国憲法が施行されると、デ・ニコラは憲法の経過規定第1条によりそのまま初代大統領となった。しかし同年5月には健康状態を理由に再び辞任を表明。次の大統領を選ぶにあたっては三たびその候補者となることさえも固辞した。
退任後は元国家元首の前官を礼遇するかたちの「元老院終身議員」となり、その後も政界にとどまった。1951年4月末から翌年7月末にかけては元老院議長まで務めている。

## 逸話
ピザが好きで、必ず窯の近くのテーブルに座っていたと言われている。